# Marussia MR01
Chronologie des modèles (2012)
Virgin MVR-02 Marussia MR02
La Marussia MR01  est la monoplace de Formule 1 engagée par l’équipe Marussia F1 Team dans le cadre du championnat du monde de Formule 1 2012. Elle débute en championnat le 18 mars 2012 au Grand Prix d’Australie, pilotée par l’Allemand Timo Glock et le Français Charles Pic, qui réalise ses débuts en tant que pilote-titulaire en Formule 1. La monoplace abandonne le nom « Virgin » de sa prédécesseur pour adopter celui de « Marussia » à la suite du renommage de l'équipe Marussia Virgin Racing fin 2011 en Marussia F1 Team.

## Design et technique
Contrairement aux Virgin VR-01 et MVR-02, la Marussia MR01 ne sera pas exclusivement dessinée en CFD ; d'ailleurs, Nick Wirth, auteur des deux monoplaces sus-citées dont les performances ont déçu, a quitté l'équipe en juin 2011. Le 29 septembre 2011, Marussia dispose ainsi d'un modèle réduite à échelle 6/10 de la MR01 pour des essais en soufflerie dans les installations de McLaren En décembre 2011, l'équipe reçoit les premières pièces de la monoplace.
L'équipe a également, à cette occasion, annoncé qu'elle serait la seule équipe du plateau dont la monoplace ne disposera pas de SREC ; le directeur technique de Marussia, John Booth, explique en effet que « même si [l'équipe supporte] le concept de récupération d'énergie au freinage comme initiative écologique, la technologie actuelle est incroyablement chère. Cela représenterait une proportion significative de nos coûts opérationnels, ce qui ne nous permettraient pas de rester dans notre volonté initiale d'être une équipe de F1 à faible coût dans une période de restriction des ressources ».

## Résultats en championnat du monde de Formule 1
| Saison | Écurie           | Moteur      | Pneus   | Pilotes     | Courses | Courses | Courses | Courses | Courses | Courses | Courses | Courses | Courses | Courses | Courses | Courses | Courses | Courses | Courses | Courses | Courses | Courses | Courses | Courses | Points inscrits | Classement |
| Saison | Écurie           | Moteur      | Pneus   | Pilotes     | 1       | 2       | 3       | 4       | 5       | 6       | 7       | 8       | 9       | 10      | 11      | 12      | 13      | 14      | 15      | 16      | 17      | 18      | 19      | 20      | Points inscrits | Classement |
| ------ | ---------------- | ----------- | ------- | ----------- | ------- | ------- | ------- | ------- | ------- | ------- | ------- | ------- | ------- | ------- | ------- | ------- | ------- | ------- | ------- | ------- | ------- | ------- | ------- | ------- | --------------- | ---------- |
| 2012   | Marussia F1 Team | Cosworth V8 | Pirelli |             | AUS     | MAL     | CHI     | BAH     | ESP     | MON     | CAN     | EUR     | GBR     | ALL     | HON     | BEL     | ITA     | SIN     | JAP     | COR     | IND     | ABU     | USA     | BRÉ     | 0               | 11e        |
| 2012   | Marussia F1 Team | Cosworth V8 | Pirelli | Timo Glock  | 14e     | 17e     | 19e     | 19e     | 18e     | 14e     | Abd     | Np      | 18e     | 22e     | 21e     | 15e     | 17e     | 12e     | 16e     | 18e     | 20e     | 14e     | 19e     | 16e     | 0               | 11e        |
| 2012   | Marussia F1 Team | Cosworth V8 | Pirelli | Charles Pic | 15e*    | 20e     | 20e     | Abd     | Abd     | Abd     | 20e     | 15e     | 19e     | 20e     | 20e     | 16e     | 16e     | 16e     | Abd     | 19e     | 19e     | Abd     | 20e     | 12e     | 0               | 11e        |

Légende : ici
- * Le pilote n'a pas terminé la course mais est classé pour avoir parcouru plus de 90 % de la distance de course.